# 신용산역
신용산(아모레퍼시픽)역(Sinyongsan(AMOREPACIFIC)Station, 新龍山驛)은 서울특별시 용산구 한강대로에 있는 수도권 전철 4호선의 전철역이다. 인근에 아모레퍼시픽이 있다.

## 역사
- 1983년 9월 13일 : 신용산역으로 역명 결정[1]
- 1985년 10월 18일 : 서울 지하철 4호선 한성대입구 ~ 사당 구간 개통과 함께 영업 개시[2]

## 역 구조
2면 2선의 상대식 승강장이며 스크린도어가 설치돼 있다. 출구는 6개다.

 이 역은 반대방향으로 횡단이 불가능한 역이다.

### 승강장
| 삼각지(전쟁기념관) ↑   |
| \| 상                  |
| ↓ 이촌(국립중앙박물관) |

| 상행 | ● 수도권 전철 4호선 | 삼각지(전쟁기념관)·명동(우리금융타운)·동대문 · 창동 · 진접(경복대학) 방면 |
| 하행 | ● 수도권 전철 4호선 | 이촌(국립중앙박물관)·동작(현충원)·과천 · 금정 · 안산 · 오이도 방면        |

## 역 주변
| - 경부선, ● 수도권 전철 1호선, ● 수도권 전철 경의·중앙선 용산역 - 대한지방행정공제회 - 세계일보 - 신용산시장 - 용산철도고등학교 - HYBE - 빅히트 뮤직 - 플레디스 엔터테인먼트 - 쏘스뮤직 - 빌리프랩 - KOZ 엔터테인먼트 - ADOR - HYBE Edu - HYBE 360 - Superb - 위버스컴퍼니 - 우리은행 한강로지점 - KB국민은행 한강로지점 - NH농협은행신용산지점 - 하나은행 신용산지점 - 용산전자상가 - 철도건설본부 | - 한강대교·노들역방면 - 한강로2가 - 한강로3가 - 한강로동행정복지센터 - 서울용산우체국 - 용산구민회관 - 용산세무서 - 용산고용안정센터 - 용산아이파크 - 아이파크몰 - CGV용산아이파크몰 - 이마트 용산점 |

## 기타

### 상가 접속 지하보도
신용산역과 용산전자상가 단지를 잇는 신용산 지하보도엔 서울시 도시갤러리추진단 주관으로 추계예술대학교 정원철 교수가 기획·제작한 알루미늄 판화 작품 2,000여 개가 붙어 있다. 길이 50cm 삼각기둥 모양의 알루미늄판은 1980년대~1990년대 용산전자상가 전성기 시절 인기를 끌던 전자부품들의 모습이 새겨져 있다. 공공디자인 작품이 된 이곳의 이름은 "S-peed back! 그곳"으로 지어졌다.
1990년대만 해도 이곳에 용산 물건팔이들이 모여들어 빨간 비디오를 팔거나 노점상을 열어 물건을 팔고는 했으나, 요즘은 플라스틱 마감재로 깔끔하게 마감된 모습만 볼 수 있다. CCTV가 있어서 그런지 지금은 간간히 지나다닌 사람만 있을뿐, 노점상들은 없다.

### 용산역으로의 환승
이 역은 용산역과 서로 다른 별개의 지하철역으로서 환승은 불가능하다. 다만 3번 출구를 통해 나온 뒤 50미터가량 걸은 뒤 100미터가량 걸어가면 용산역에 도착할 수 있다.

## 이용객 변동
| 노선  | 노선   | 일평균 인원수 (명/일) | 일평균 인원수 (명/일) | 일평균 인원수 (명/일) | 일평균 인원수 (명/일) | 일평균 인원수 (명/일) | 일평균 인원수 (명/일) | 일평균 인원수 (명/일) | 일평균 인원수 (명/일) | 일평균 인원수 (명/일) | 일평균 인원수 (명/일) | 각주  |
| 노선  | 노선   | 2000년                | 2001년                | 2002년                | 2003년                | 2004년                | 2005년                | 2006년                | 2007년                | 2008년                | 2009년                | 각주  |
| ----- | ------ | --------------------- | --------------------- | --------------------- | --------------------- | --------------------- | --------------------- | --------------------- | --------------------- | --------------------- | --------------------- | ----- |
| 4호선 | 승차   | 17,165                | 17,615                | 17,384                | 17,313                | 17,587                | 18,606                | 18,790                | 18,073                | 16,984                | 15,833                | [ 4 ] |
| 4호선 | 하차   | 17,197                | 18,277                | 18,096                | 17,968                | 18,392                | 19,849                | 20,183                | 19,441                | 18,381                | 17,160                | [ 4 ] |
| 4호선 | 승하차 | 34,362                | 35,892                | 35,480                | 35,281                | 35,978                | 38,455                | 38,973                | 37,514                | 35,365                | 32,994                | [ 4 ] |
| 노선  | 노선   | 2010년                | 2011년                | 2012년                | 2013년                | 2014년                | 2015년                | 2016년                | 2017년                | 2018년                |                       | [ 4 ] |
| 4호선 | 승차   | 15,446                | 14,737                | 14,508                | 13,803                | 13,613                | 13,446                | 13,400                | 13,247                | 15,525                |                       | [ 4 ] |
| 4호선 | 하차   | 16,708                | 15,958                | 15,560                | 14,838                | 14,539                | 14,323                | 14,173                | 13,957                | 16,249                |                       | [ 4 ] |
| 4호선 | 승하차 | 32,154                | 30,695                | 30,068                | 28,641                | 28,153                | 27,769                | 27,573                | 27,204                | 31,774                |                       | [ 4 ] |

## 사진

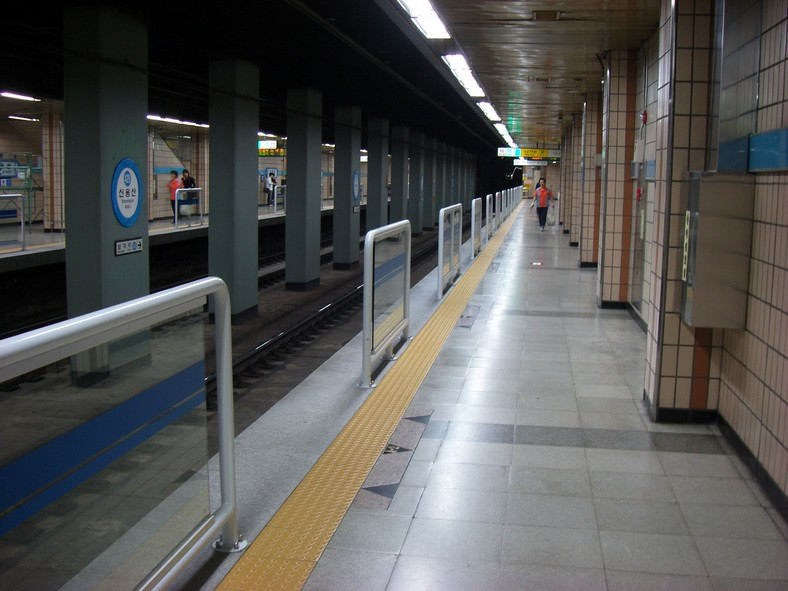
승강장 (스크린도어 설치 전)
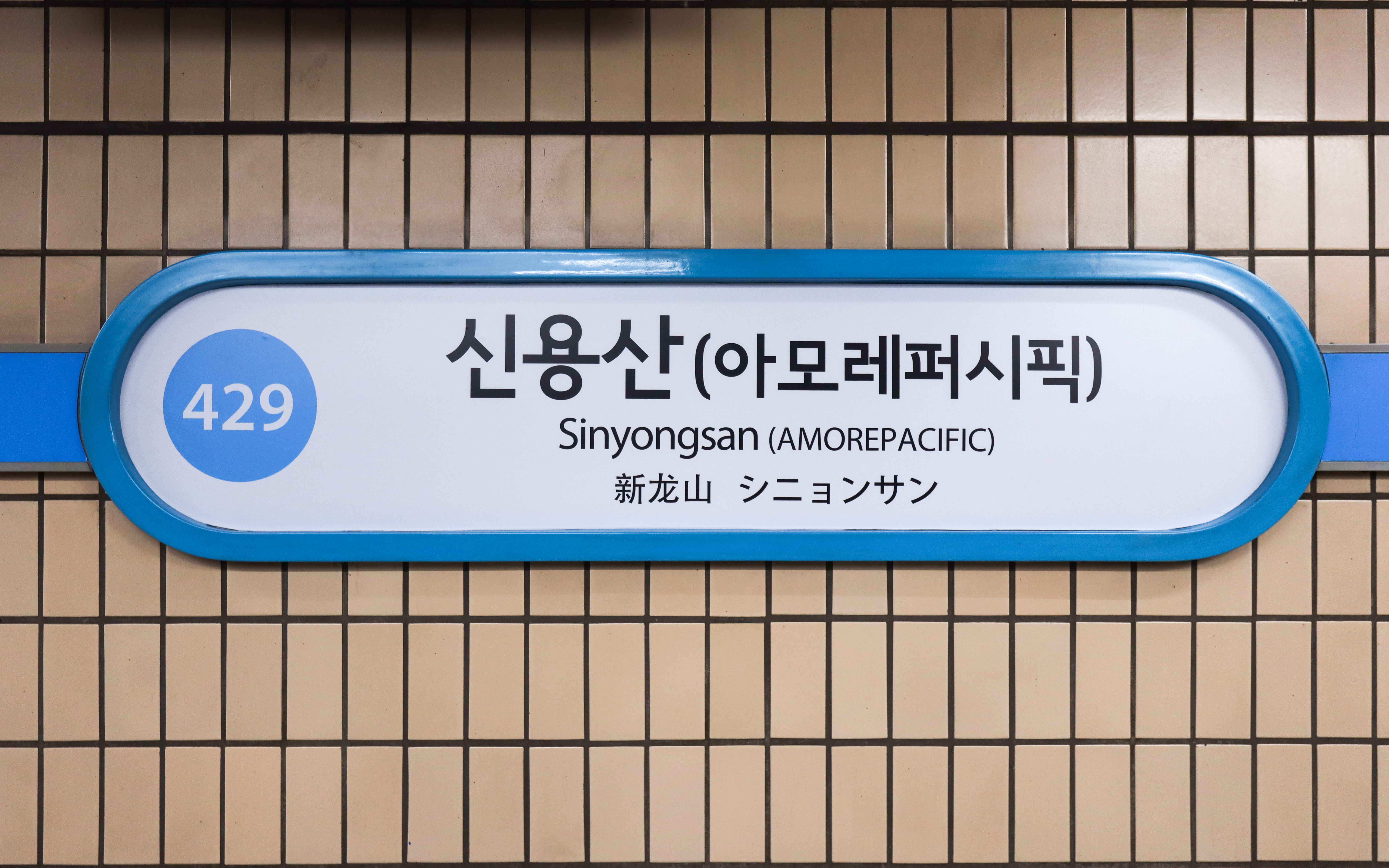
역명판
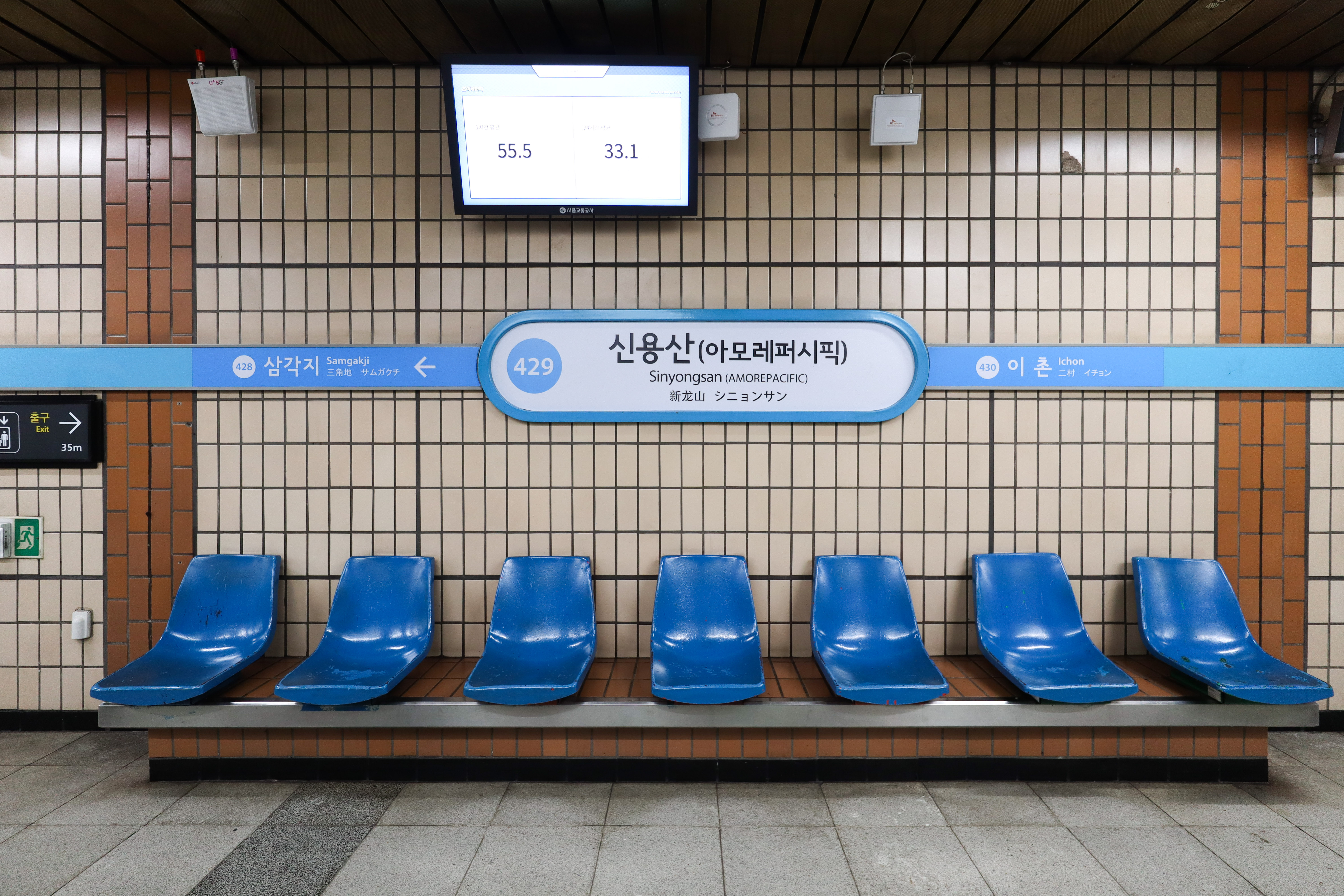
승강장
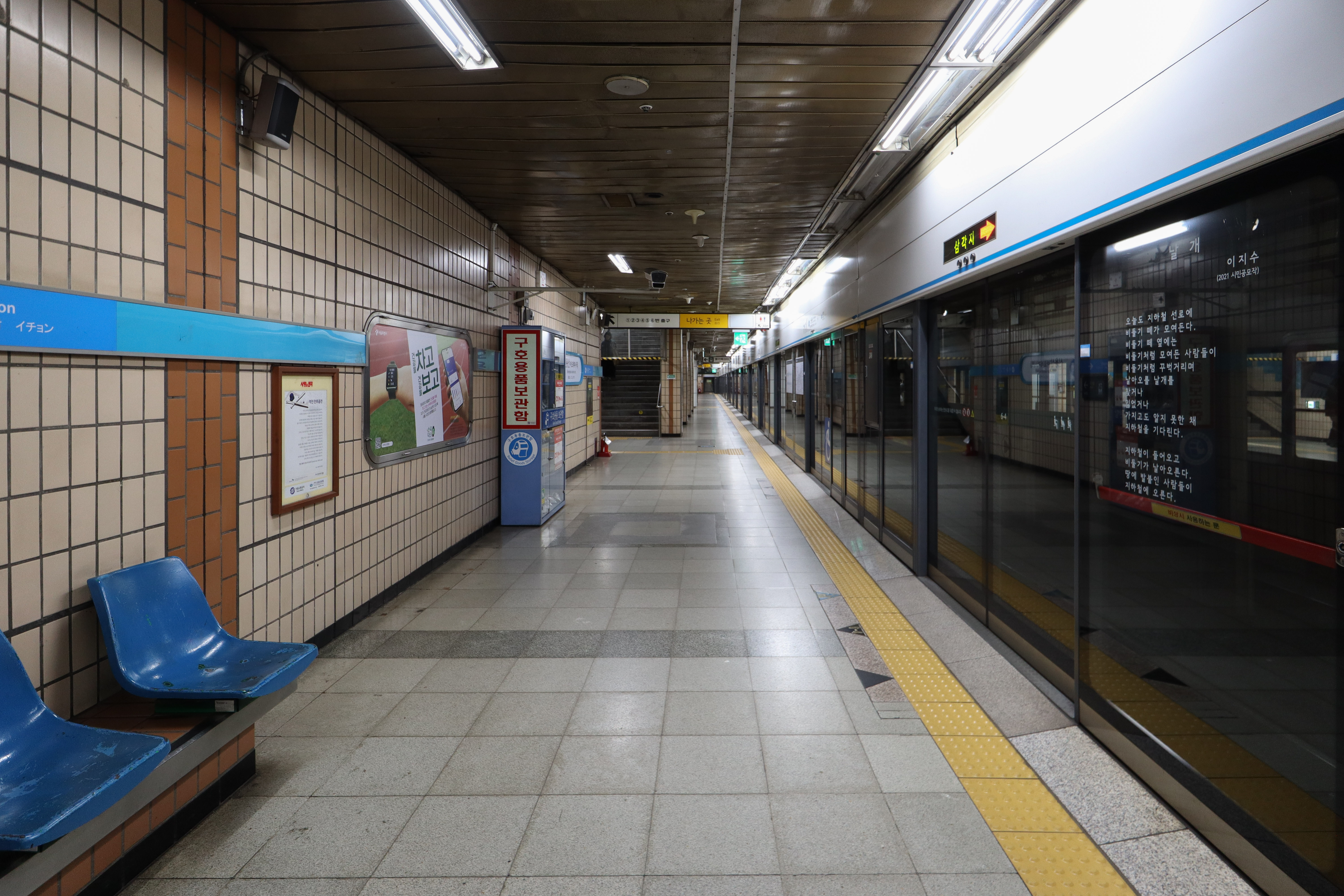
승강장
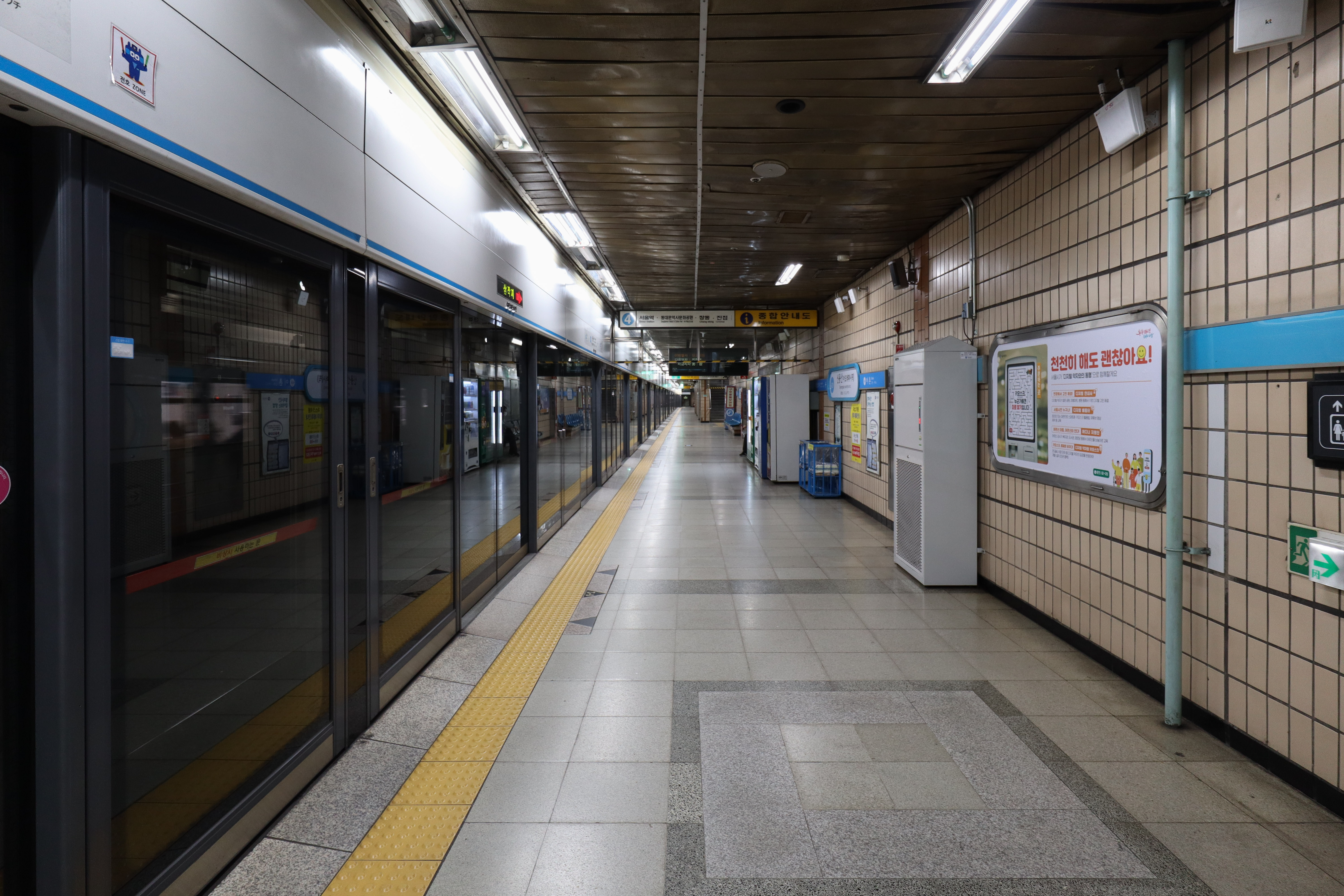
승강장
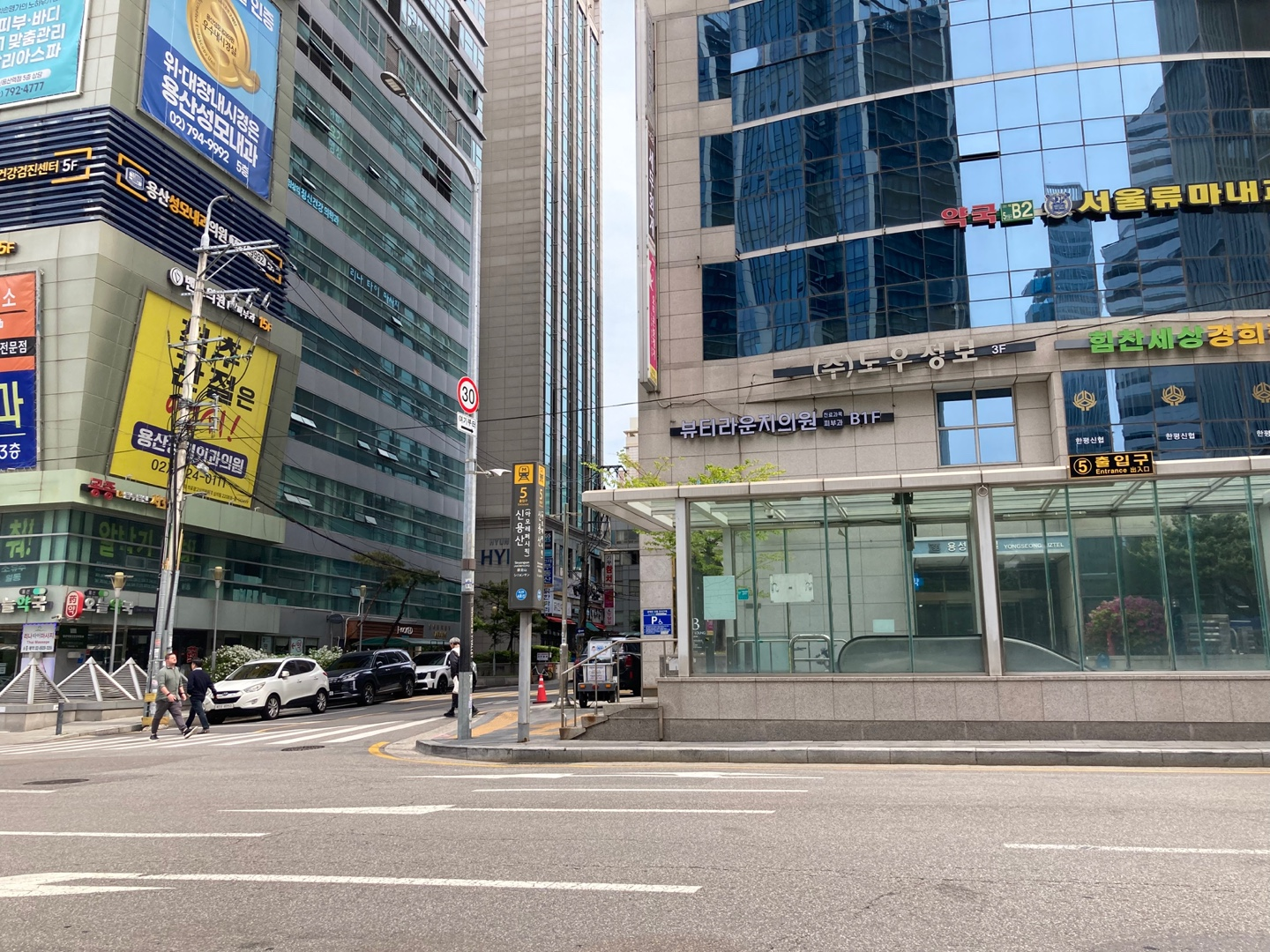
신용산역 5번 출입구(2025년 04월경)
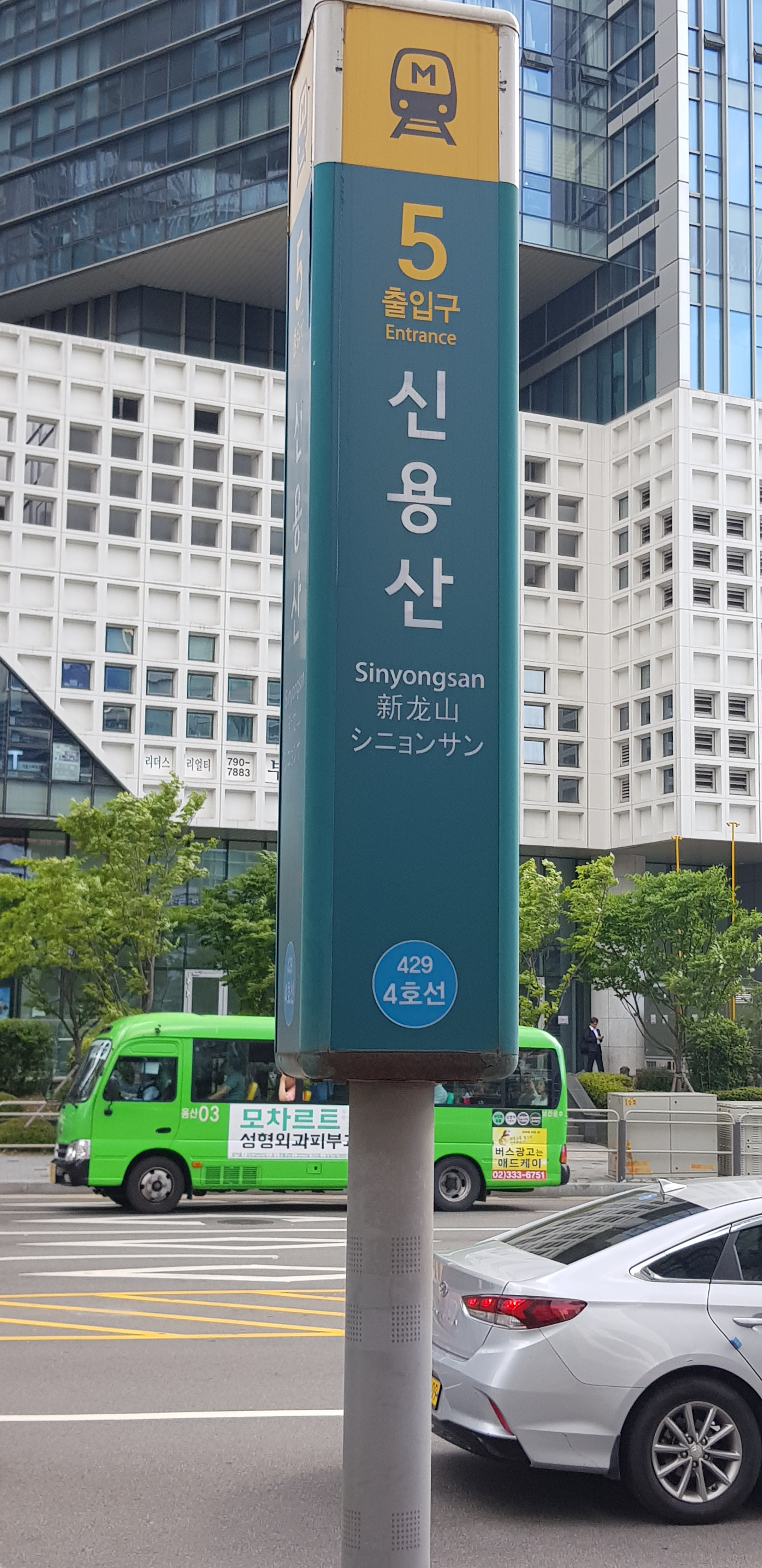
신용산역 5번 출입구 역명판 (2019년)

## 인접한 역
| 서울 지하철 4호선    | 서울 지하철 4호선   | 서울 지하철 4호선    |
| -------------------- | ------------------- | -------------------- |
| 428 삼각지 진접 방면 | ● 수도권 전철 4호선 | 430 이촌 오이도 방면 |